# Шумяцький Федір Васильович
Федір Васильович Шумяцький (Шумятський) (1887, місто Рославль Смоленської губернії, тепер Смоленської області, Російська Федерація — 1940 ?) — радянський діяч органів юстиції, голова Верховного Суду УРСР.

## Життєпис
Закінчив Томське технічне залізничне училище.
Член РСДРП з 1904 року. Вів активну революційну діяльність. З 1906 по 1912 рік був неодноразово заарештований, перебував на засланні.
З 1917 року — член Владивостоцької Ради; працював у Центральному виконавчому комітеті Сибіру. Брав участь у партизанському русі на Далекому Сході РРФСР, учасник боїв з білогвардійцями та інтервентами.
22 листопада 1924 — грудень 1925 року — прокурор Іваново-Вознесенської губернії.
2 грудня 1925 — 15 липня 1929 року — прокурор Московської губернії.
15 липня 1929 — 29 вересня 1930 року — прокурор Московської області.
З вересня 1930 року — секретар Іваново-Вознесенської міської ради. Потім працював у Народному комісаріаті землеробства РРФСР.
5 вересня 1936 — травень 1938 року — голова Верховного Суду Української РСР.
У травні 1938 року заарештований органами НКВС. Згаданий в «Сталінських списках» за 12 вересня 1938 року. За деякими даними загинув у 1940 році.